# Exelastis crudipennis
Exelastis crudipennis là một loài bướm đêm thuộc họ Pterophoridae. Nó được biết đến ở Uganda.